# Kanton Digne-les-Bains-Ouest
Kanton Digne-les-Bains-Ouest (fr. Canton de Digne-les-Bains-Ouest) je francouzský kanton v departementu Alpes-de-Haute-Provence v regionu Provence-Alpes-Côte d'Azur. Tvoří ho 10 obcí.

## Obce kantonu
- Aiglun
- Barras
- Le Castellard-Melan
- Le Chaffaut-Saint-Jurson
- Champtercier
- Digne-les-Bains (západní část)
- Mallemoisson
- Mirabeau
- Hautes-Duyes
- Thoard